# Pocking
Pocking è un comune tedesco di 14 913 abitanti, situato nel land della Baviera.